# Prince & Princess
「Prince & Princess」（プリンス・アンド・プリンセス）は、Versaillesの通算3枚目のシングル。2008年12月10日に Sherow Artist Society
から発売された。

## 解説
Versailles初の両A面シングル。
「ALICE and the PIRATES」「BABY, THE STARS SHINE BRIGHT」のダブルタイアップ。
「PRINCE」は2008年10月22日に再発売された『NOBLE -Vampire's Chronicle-』からのリカット。またアルバム収録ヴァージョン、プロモーション盤「PRINCE」ヴァージョンとはアレンジおよび演奏時間が異なる。また「PRINCESS」は1年後にリリースの『JUBILEE -Method of Inheritance-』にアルバムヴァージョンで収録された。

## 収録曲
1. PRINCE [5:28]
  - 作詞:KAMIJO／作曲:KAMIJO & HIZAKI
2. PRINCESS [8:25]
  - 作詞:KAMIJO／作曲:HIZAKI
3. SILENT KNIGHT [6:00]
  - 作曲:HIZAKI

## 収録作品
- NOBLE(再発盤)（#1）
- JUBILEE（#2, -Revival of Church-）